# Оулмен (DC Comics)
Оулмен (англ. Owlman) — имя нескольких суперзлодеев DC Comics. Является тёмной версией Брюса Уэйна / Бэтмена в альтернативной вселенной.
Состоит в преступном синдикате из суперзлодеев, который является аналогом Лиги Справедливости.

## Отзывы и критика
Брэндон Захари из Comic Book Resources отмечал, что Оулмен «был извращённым криминальным авторитетом, а не преданным борцом с преступностью, каким был Бэтмен». Ана Думарог из Screen Rant посчитала персонажа «одним из самых интересных злодеев DC». Её коллега, Шон Корли, писал: «Стремление Оулмена к нигилизму ставит его в один ряд с Таносом, который стремится уничтожить половину населения вселенной. Оба одержимы смертью, но их причины расходятся: Танос любит Смерть — буквально, и в комиксах его любовь к ней подпитывает его действия; с другой стороны, у Оулмена (насколько нам известно) такой мотивации нет, он просто хочет смерти из-за освобождения, которое она ему приносит».